# Alcide Ponga

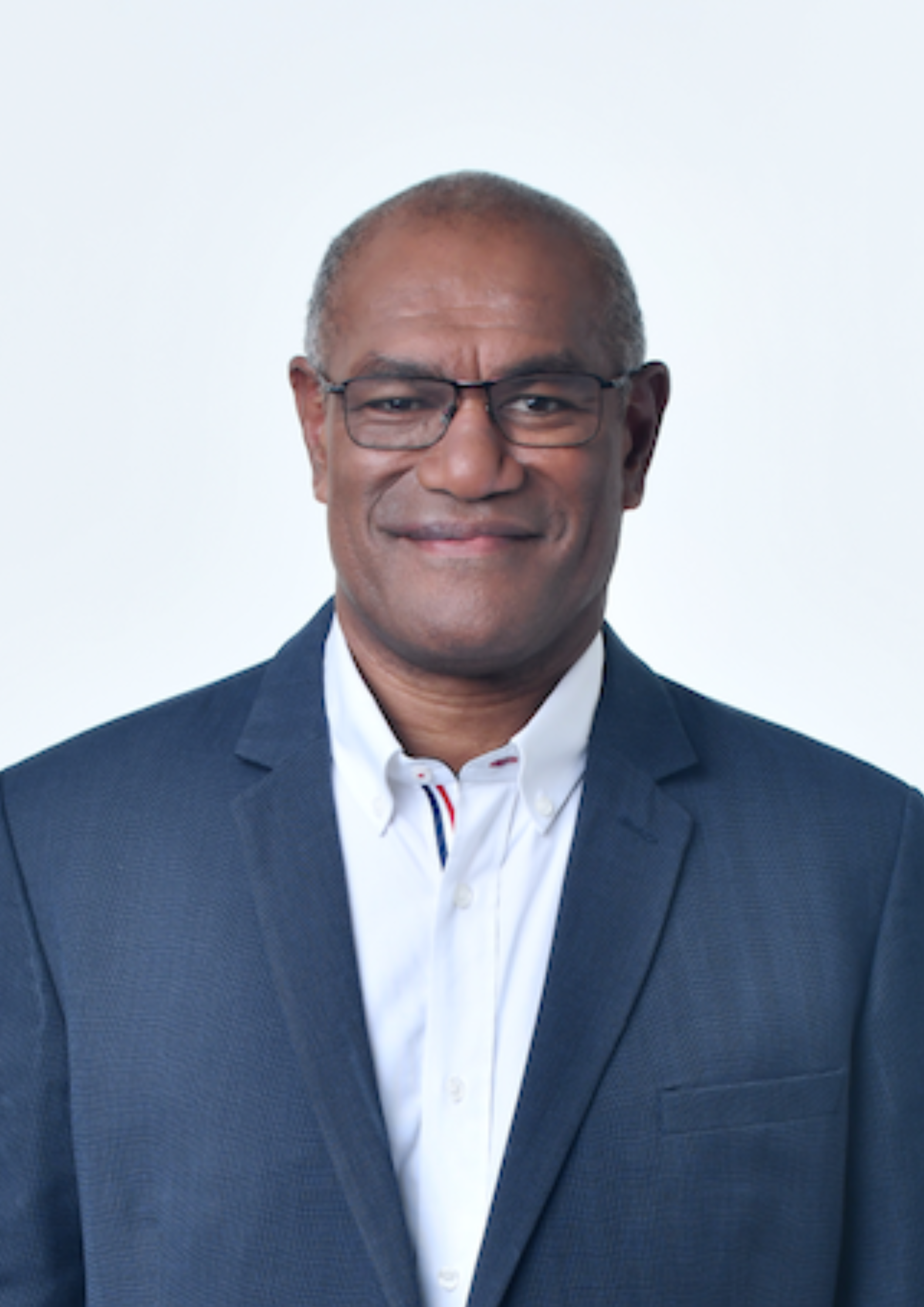
Alcide Ponga (2024)

Alcide Ponga (* 23. Mai 1975 in Nouméa) ist ein Politiker der Loyalisten-Partei Le Rassemblement-Les Républicains im französischen Überseegebiet Neukaledonien. Er wurde am 8. Januar 2025 zum Regierungschef des Territoriums gewählt.

## Leben
Ponga wurde am 23. Mai 1975 in einer Loyalistenfamilie geboren, die sich für die Zugehörigkeit Neukaledoniens zu Frankreich einsetzt. Sein Vater Théophile Ponga war 1988–1989 und 1991–1992 Abgeordneter im Kongress von Neukaledonien, ebenso wie seine Mutter Léontine Ponga 2009–2014, und sein Onkel Maurice Ponga war 2009–2019 Abgeordneter im Europäischen Parlament. Auch sein Großvater Ourari Ponga war bereits in der Politik engagiert. Er war u. a. Mitbegründer der Association des Indigènes Calédoniens Loyalistes Français (AICLF).
Alcide Ponga wuchs in seinem Heimatort Kouaoua auf. Nach der Grundschule wechselte er auf das Lycée Lapérouse in Nouméa. Nach dem Baccalauréat nahm er an universitären Vorbereitungskursen für die Grandes Écoles am Lycée Jules Garnier teil und studierte daraufhin an der Universität Toulouse I, wo er einen Master-Abschluss in Politische Wissenschaft erwarb.
Er begann seine berufliche Laufbahn im Jahr 2000 bei der Bergbaugesellschaft Société Le Nickel zunächst in Koumac, dann in Thio und Poya. 2010 wechselte er zu Koniambo Nickel SAS, wo er bis August 2024 das Ressort Außenbeziehungen leitete.
Seine politische Karriere trat er 2014 an, als er zum Bürgermeister von Kouaoua gewählt wurde, eine Funktion, die er bis zu seiner Wahl zum Regierungschef ausübte. 2019 wurde er Mitglied des Kongresses von Neukaledonien und seit Dezember 2022 war er übergangsweise Präsident der Partei Le Rassemblement, bis er am 21. April 2024 diesen Posten offiziell als erster Kanak übernahm. Im Juni 2024 trat er als Kandidat für den zweiten Wahlbezirk Neukaledoniens, der die Hauptinsel Grande Terre ohne Nouméa umfasst, bei den Wahlen zur französischen Nationalversammlung an, verlor jedoch gegen den Kandidaten der Indépendantisten Emmanuel Tjibaou.
Am 8. Januar 2025 wurde er zum Präsidenten der 18. Territorialregierung von Neukaledonien gewählt und löste damit seinen Vorgänger, den Indépendantisten Louis Mapou ab. An der Wahl nahmen die elf Mitglieder der Regierung teil, von denen Ponga sechs Stimmen auf sich vereinigen konnte.